# Башня Никитина — Травуша 4000

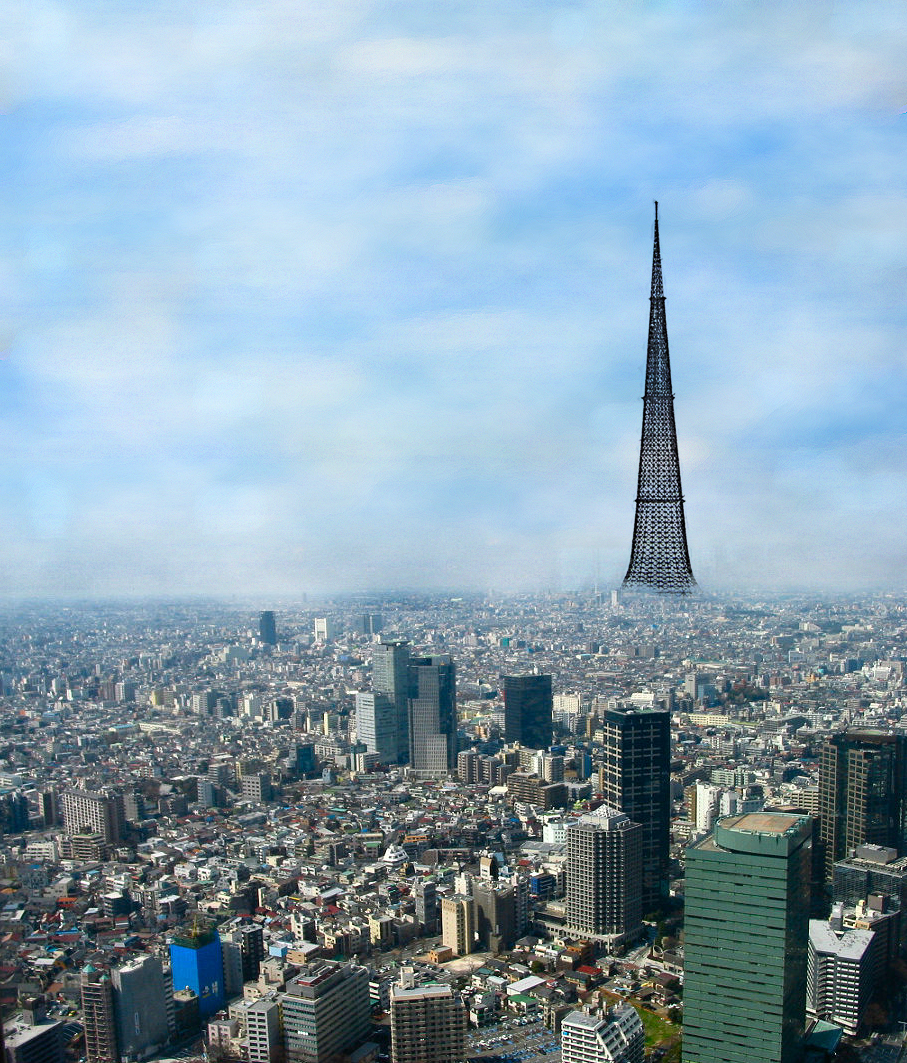
Проект четырёхкилометровой башни Н. В. Никитина и В. И. Травуша в Токио (коллаж сделан с использованием реального чертежа башни).

Башня Никитина — Травуша 4000 (проект) — один из высочайших когда-либо спроектированных небоскрёбов. Его расчётная высота составляет 4000 м. Проект был разработан для Японии в 1966—1969 годах в ЦНИИЭП им. Б. С. Мезенцева коллективом под руководством главного конструктора Останкинской телебашни доктора технических наук Н. В. Никитина и ведущего инженера, кандидата технических наук В. И. Травуша. Работа над проектом была начата 9 августа 1966 года по заказу японской компании (владелец Мицусиба).

## Архитектура
Конструкция была спроектирована в виде четырёхъярусной стальной сетчатой конической несущей оболочки. Высота каждого яруса составляла 1000 м. Диаметр основания небоскрёба — 800 м. Нижнее основание башни по проекту представляло собой цилиндр высотой 100 м, входящий в состав первого яруса. Фундамент был спроектирован из предварительно напряжённого железобетона. Конструкция небоскрёба была рассчитана с учётом предельно возможной величины ураганного ветра и предельного уровня землетрясений на территории Японии. Верхняя часть включала лёгкий стальной шпиль, укреплённый стальными тросами, что минимизировало вес и обеспечивало устойчивость.
Башня задумывалась как жилое здание, способное вместить до 500 000 человек. Был разработан проект систем жизнеобеспечения, включая вентиляцию, электро- и водоснабжение до высоты 4000 м. После предварительных эскизов японская сторона выразила намерение привлечь архитектора Кэндзо Тангэ для оформления, однако проект столкнулся с трудностями. Госстрой СССР отказал в командировке  Н. В. Никитина в Токио, а к сентябрю 1967 года японцы получили детальную проработку. В январе 1969 года работа была остановлена после требования уменьшить высоту сначала до 2000 м, а затем до 550 м из-за экономических ограничений. Альтернативный проект Бакминстера Фуллера (2438,4 м) также был отклонён, так как башня ниже Фудзи утратила символическое значение.
Хотя башня осталась нереализованной, она подтвердила высокий уровень советской инженерной школы. Вместе с Останкинской башней (540 м, 1967) проект отражает амбиции XX века в преодолении технологических барьеров, вдохновляя современных архитекторов.
Элементы конструкции башни-небоскрёба Никитина — Травуша позднее были использованы в предложенном в Японии проекте небоскрёба X-Seed 4000.

## Символика и контекст
Проект, названный «Башней мира», имел не только практическое, но и символическое значение, отражая стремление к миру в условиях холодной войны. Он предусматривал международное сотрудничество с участием СССР, США и ФРГ, подчёркивая глобальный масштаб. Высота 4000 м должна была превзойти гору Фудзи (3776 м), что делало башню уникальным архитектурным и инженерным вызовом.

## Воссоздание проекта
Проект архитектурного воплощения гигантского вертикального города внутри башни «ЦНИИЭП им. Б. С. Мезенцева» в связи с прекращением всего проекта сделан не был. Специально для юбилейной выставки Политехнического музея [150 лет со дня основания) в 2024 в ЦВЗ манеж Санкт-Петербурга гипотетический концептуальный проект был выполнен Фондом им. Я. Чернихова при консультации В.И. Травуша по заказу музея. 
Проект технически проработан и реализуем, несмотря на утопический контекст. Команду составили студенты-архитекторы РУДН: Павел Паньшин, Анна Желтикова, Маргарита Булгакова и Мария Огородникова.